# Каштру-Дайри (район)
Ка́штру-Да́йри (порт. Castro Daire) — район (фрегезия) в Португалии, входит в округ Визеу. Является составной частью муниципалитета Каштру-Дайри. Находится в составе крупной городской агломерации Большое Визеу. По старому административному делению входил в провинцию Бейра-Алта. Входит в экономико-статистический субрегион Дан-Лафойнш, который входит в Центральный регион. Население составляет 4578 человек на 2001 год. Занимает площадь 32,43 км².